# Вихлинский сельсовет
Вихлинский сельсовет — административно-территориальная единица и муниципальное образование со статусом сельского поселения в Кулинском районе Дагестана Российской Федерации.
Административный центр — село Вихли.

## Население
| 2002  | 2010  | 2012  | 2013  | 2014  | 2015  | 2016  |
| ----- | ----- | ----- | ----- | ----- | ----- | ----- |
| 1557  | ↘1538 | ↗1546 | →1546 | →1546 | ↘1543 | ↘1532 |
| 2017  | 2018  | 2019  | 2020  | 2021  | 2023  | 2024  |
| →1532 | ↗1546 | ↘1541 | ↗1545 | ↗1565 | ↗1568 | ↘1567 |
| 2025  |       |       |       |       |       |       |
| ↘1563 |       |       |       |       |       |       |

## Состав
| № | Населённый пункт | Тип населённого пункта       | Население |
| - | ---------------- | ---------------------------- | --------- |
| 1 | Вихли            | село, административный центр | ↗1321     |
| 2 | Сукиях           | село                         | ↘244      |